# Протекторат (Англия)
Протекторат на Кромуел е заключителният етап на Английската революция, обхващащ периода 1653 – 1660 г. В началото на периода за управник на Англия, Шотландия и Ирландия (Лорд-протектор) е избран Оливър Кромуел; а след неговата смърт (1658) в течение на година управлява синът му Ричард.

## Предистория
През 1642 г. аристократите протестират срещу своеволията на кралските любимци, дребните благородници – срещу посегателствата на новия крал Чарлз I (1625 – 1649 г.) върху местното самоуправление, а буржоата – срещу високите данъци. Разривът между краля и Парламента отключва кървава гражданска война. За период от две години парламентарната армия, водена от крайния протестант Оливър Кромуел, успява да разгроми кралските сили, а Чарлз I е осъден на смърт и екзекутиран на 30 януари 1649 г., което остава прецедент в английската история. Камарата на общините отнема кралските правомощия и обявява Парламента за най-висша власт в държавата. За периода между 1649 – 1653 г. в Англия е установено републиканско управление. За да утвърди едноличната си власт, Оливър Кромуел разтурва Парламента, като получава титлата лорд-протектор (т.е. „закрилник“), която, съгласно монархическите правила в страната, се полага само на регентите.